# Бик (село)
Бик (рум. Bîc) — село в складі муніципію Кишинів в Молдові. Входить до складу сектора Чокана та до складу комуни Бубуєч, адміністративним центром якої є село Бубуєч.